# A720 road
Die A720 road (englisch für Straße A720), auch bekannt als City of Edinburgh Bypass oder Edinburgh City Bypass, ist eine als Special Road ausgewiesene, die Hauptstadt Schottlands südlich umgehende und autobahnähnlich ausgebaute, aber nicht als motorway klassifizierte mehrbahnige und teilweise kreuzungsfrei ausgebaute Straße, die zwischen 1980 und 1989 eröffnet wurde. Sie verbindet unter Umgehung des Zentrums von Edinburgh die A1 road in ihrem Abschnitt östlich der Stadt mit dem M8 motorway und der A8 road, die beide westlich aus Edinburgh hinausführen. Zugleich vermittelt sie Anschlüsse an die A68 road, die A7 road (über einen Kreisverkehr), die A701 road, die A70 road und die A71 road. Die Straße bildet zugleich einen Abschnitt der Europastraße 15.